# Großsteingrab Lenzen
Das Großsteingrab Lenzen ist eine megalithische Grabanlage der jungsteinzeitlichen Trichterbecherkultur (TBK) bei Lenzen, einem Ortsteil von Mustin im Landkreis Ludwigslust-Parchim (Mecklenburg-Vorpommern). Es trägt die Sprockhoff-Nummer 377.

## Lage
Das Großsteingrab befindet sich auf halber Strecke zwischen Lenzen und Bolz auf einem Feld.

## Beschreibung
Die stark zerstörte Anlage besitzt eine mit einem Rollsteinhügel ummantelte, nordwest-südöstlich orientierte Grabkammer, bei der es sich um ein Ganggrab handelt. Es sind zwei Reihen von Wandsteinen und vier größere Steine, wahrscheinlich Decksteine, erhalten. Einer dieser Steine weist mehrere Schälchen auf. Die Kammer hat eine Länge von 6 m und eine Breite von 2 m.